# Nanobook
Nanobook je knižní přepis příběhu zhudebněného na albu Nanoalbum české hudební skupiny Tata Bojs. Autorem textů je Mardoša, ilustroval je Milan Cais. Kniha vyšla roku 2004 v nakladatelství Labyrint.

## Děj
Nanobook je příběh internetového věku. Hlavními aktéry jsou Tomáš (i-Tom) a jeho holka Eliška, prof. doc. Tečka, CSc. a jeho asistentka Iveta (známá pod nickem 90/60/90) a také C.V.A.N.
Tomáš je internetový maniak, výborný hráč počítačových her. Jeho světem je takřka bez výjimky (tou výjimkou je Eliška) internet, na němž je známý pod nickem i-Tom. Jeho nejmilejším mazlíčkem je robotický pejsek Aibo se jménem Hal 9000, i-Tom mu ale obvykle říká jenom Hale nebo Halíku. Naproti tomu Eliška nadevše miluje přírodu a vůbec vše živé, zajímá se o alternativní medicínu a s technikou se zas tolik nekamarádí (o tom svědčí i to, že nevlastní ani mobil). I když jsou tito dva lidé naprosto odlišní, jsou příkladem toho, že protiklady se mohou přitahovat.
Další důležitou (ač neživou) postavou příběhu je C.V.A.N. (Centrum pro Výzkum a Aplikaci Nanogamie), supermoderní medicínské středisko, kde je lidský organismus léčen prostřednictvím hodně malých (nano), na dálku řízených „ponorek“, které se pohybují v lidském těle a bez milosti ničí všechny viry a bakterie. Věda, kterou se C.V.A.N. zabývá, se jmenuje nanogamie (spojení slova nano – malý a slova game – hra). Šéfem tohoto centra je skvělý odborník – přitom ale mírně řečeno pomatený, samozvaný spasitel – prof. doc. Tečka Csc., nejlepší nanopilot v Česku a uznávaná kapacita ve světě. Jeho asistentkou je Iveta, na netu vystupuje pod nickem 90-60-90.
Osudy těchto postav se protnou ve chvíli, kdy se Tomášovi zatoulá jeho psík Hal 9000. Ten téměř na smrt vybitý zkříží cestu Ivetě, která se ho ujme a jako slušně vychovaná dívka se chystá Hala vrátit jeho právoplatnému majiteli. Po ICQ tedy kontaktuje i-Toma. Po výměně několika zpráv a e-mailů ti dva zjistí, že jsou si velmi sympatičtí.
Mezitím se ale vše zkomplikuje: Eliška těžce onemocní a je převezena do nemocnice. Aby toho nebylo málo, den po Eliščině převozu do C.V.A.N. (o kterém Tomáš neví) spáchá jeho jediný nanopilot prof. Tečka sebevraždu (vyjde najevo, že trpěl pokročilým stadiem schizofrenie). V C.V.A.N. je zmatek, není nikdo, kdo by léčil pacienty. Proto Ivetu napadne kontaktovat i-Toma, ví totiž, že je znamenitým hráčem. Ten nejprve sice váhá, ale když zjistí, že pacient, kterého má léčit, je jeho Eliška, rozhodne se stát se novým nanopilotem.
Boj o Eliščin život trvá celých 36 hodin. Tomáš je však podporován 90/60/90. Nakonec je vyhráno, všechny viry jsou zničeny, tkáň opravena a Eliška se uzdraví. Jakmile se probudí z kómatu, přichází za ní Tomáš a vše ji vypráví. Řekne také, že by bylo lepší se rozejít. Zamiloval se do 90/60/90 a navíc bude pracovat v C.V.A.N. Eliška, ač nerada (je vděčná Tomovi za záchranu života), připustí, že to bude nejlepší řešení. Tom ji na památku věnuje Halíka.